# Erwin Helmchen
Erwin Helmchen (* 10. Mai 1907 in Cottbus; † 8. Juni 1981 in Kiel) war ein deutscher Fußballspieler.

## Laufbahn

### Vereine bis 1945
Beim FV Brandenburg Cottbus erlernte Erwin Helmchen die Grundlagen des Fußballspiels. In der Bezirksklasse Niederlausitz feierte er 1927 und 1928 mit seinem Verein die ersten Titelgewinne im Seniorenbereich. Er nahm mit dem FV Brandenburg an den Endrunden der südostdeutschen Meisterschaft teil, wo die Vertreter aus Mittelschlesien eine dominierende Rolle ausübten. Im Jahr 1928 schloss er sich dem PSV Chemnitz an.
Der Stürmer erzielte in seinen ersten fünf Runden beim PSV 213 Tore in den regionalen Meisterschaftsrunden. Erst zum Ende des Verbandes Mitteldeutscher Ballspiel-Vereine – in den Jahren 1931 bis 1933 – konnte Helmchen in die Endrunden um die mitteldeutsche Meisterschaft einziehen. 1932 gewann er durch einen 3:2-Sieg gegen den Dresdner SC die mitteldeutsche Meisterschaft. Zur Meisterschaft in Chemnitz hatte Helmchen 51 Tore beigesteuert und insgesamt wurden für die Saison 1931/32 für ihn 126 Tore notiert. 1933 gewann der DSC im Finale um die mitteldeutsche Meisterschaft mit einem 3:1-Erfolg gegen den PSV.
Die Ära der Gauliga Sachsen eröffnete Helmchen mit seinem Verein in der Debütsaison 1933/34 hinter dem Dresdner SC und dem VfB Leipzig auf dem dritten Rang. Am 13. Mai 1934 wurde das neue Stadion auf der „Planitzwiese“, später bekannt als Stadion an der Gellertstraße, mit einem 5:1 vor 25.000 Zuschauern gegen die SpVgg Fürth eröffnet. Bereits am 16. Juni folgte vor 20.000 Zuschauern ein Freundschaftsspiel gegen den spanischen Meister von 1932, Madrid CF, wie Real Madrid damals noch hieß, mit „Wundertorwart“ Ricardo Zamora, das der PSV mit drei Helmchen-Treffern 5:2 gewann. In den Runden 1934/35 und 1935/36 gewann Helmchen mit dem PSV Chemnitz zwei Meistertitel in der Gauliga Sachsen. 1935 setzte sich Chemnitz in den Gruppenspielen gegen Hertha BSC, Vorwärts-Rasensport Gleiwitz und Yorck Boyen Insterburg durch und scheiterte erst am 2. Juni in Düsseldorf im Halbfinale mit 2:3 Toren am späteren Endspielsieger FC Schalke 04. Beide Treffer gegen den Titelverteidiger aus Schalke erzielte Erwin Helmchen. In der Endrunde 1936 trafen die Sachsen bereits in den Gruppenspielen auf Schalke. Im Hinspiel am 26. April setzte sich der PSV vor 40.000 Zuschauern im Dortmunder Stadion Rote Erde mit 3:2 Toren durch, zwei Treffer zum Sieg steuerte Helmchen bei. Das abschließende Gruppenspiel am 17. Mai gewann Schalke mit 2:1 Toren. Mit insgesamt zehn Toren unterstrich Helmchen in der Endrunde seine Abschlussqualitäten.
Der Torjäger wurde in der Runde 1936/37 mit seiner Mannschaft Vizemeister und belegte 1938 und 1941 jeweils den dritten Rang in Sachsen.

### Nach dem Zweiten Weltkrieg, bis 1956
Der Neuanfang nach dem Zweiten Weltkrieg begann auch in Chemnitz nach Auflösung der vormaligen Sportvereine mit locker organisierten Sportgemeinschaften, die zunächst nur auf lokaler Ebene Wettkämpfe austragen durften. Die SG Chemnitz Nord beteiligte sich ab 1946 an der Fußball-Bezirksstaffel Chemnitz, in der sie 1947 den ersten und 1948 den dritten Platz belegte. Als in der Saison 1948/49 der Fußballbezirk in zwei Staffeln spielte, gewann die SG Nord zwar ihre Staffel, unterlag aber in drei notwendig gewordenen Endspielen um die Chemnitzer Meisterschaft der SG Einheit Meerane. Der 41-jährige Helmchen zeichnete sich dabei neben seiner Spielertrainerfunktion immer noch als Torschütze aus – 67 Tore in drei Runden – und wurde auch am 23. Januar 1949 beim Auswahlspiel Sachsen gegen Berlin von Sachsen-Trainer Helmut Schön als Mittelstürmer aufgeboten. Die letzten Tore schoss der Senior in der Herbstrunde 1949/50 in der Landesklasse Sachsen für die jetzt in BSG Fewa Chemnitz umgewandelte SG Nord, um sich dann – nach dem Gewinn der inoffiziellen Herbstmeisterschaft – nach Schleswig-Holstein zu verändern.
Zunächst war er bei Eintracht Rendsburg und ab Februar 1950 beim VfB Lübeck in der Fußball-Oberliga Nord als Spielertrainer tätig. Sieben Tage vor seinem 43. Geburtstag absolvierte Helmchen am 3. Mai 1950 beim Nachholspiel gegen den FC St. Pauli seinen zweiten Oberligaeinsatz für Lübeck.
Gegen die Mitwirkung von Helmchen als Spieler protestierte Göttingen 05, da er nach dem gültigen Statut nicht spielberechtigt gewesen wäre. Der Protest erledigte sich durch den Abstieg des VfB. In der folgenden Saison 1950/51 gewann er in der Landesliga von Schleswig-Holstein die Meisterschaft, scheiterte aber in der Aufstiegsrunde zur Oberliga. Es gab erneut Streit, nunmehr um die (Grundsatz-)Frage, ob er als bezahlter Trainer in der Amateurliga selbst mitspielen dürfe. Ein diesbezüglicher Protest des Lokalrivalen Phönix wurde abgewiesen. 1951/52 gewann er erneut die Landesligameisterschaft mit dem VfB.
Nach seinem beruflichen Wechsel 1952 nach Kiel – Helmchen war dort in der Abteilung Gerätebeschaffung beim Innenministerium beschäftigt – trainierte er bis 1956 den Landesligisten SV Friedrichsort.

### Auswahlberufungen
Ab dem Spieljahr 1928/29 überzeugte Helmchen auch im Bundespokal-Wettbewerb der Verbandsmannschaften in der Elf von Mitteldeutschland. Am 13. Oktober 1929 überwand er Torhüter Hans Jakob beim 5:2-Erfolg in Magdeburg gegen Süddeutschland mit vier Toren. Als die Mitteldeutschen am 12. Oktober 1930 im heimischen Chemnitz den Titelverteidiger aus Norddeutschland mit 5:4 Toren nach Verlängerung aus dem Wettbewerb schossen, erzielte Helmchen als Halbrechts zwei Treffer. Mit der Gau-Auswahl von Sachsen gewann er 1935/36 den Reichsbundpokal. Im ersten Finalspiel am 1. März 1936 hielt er mit seinen zwei Treffern seine Mannschaft im Rennen, das Spiel gegen den Südwesten endete mit einem 2:2-Unentschieden nach Verlängerung. Im Wiederholungsspiel setzte sich Sachsen überlegen mit 9:0 Toren durch. Helmchen erzielte wiederum zwei Treffer. Mit insgesamt neun Toren holte er sich die Torschützenkrone in dieser Serie.
Er stand mit Sachsen noch in zwei weiteren Endspielen: 1937 und 1940. Mit 33 Jahren führte er am 30. Juni 1940 das Sachsen-Team als Kapitän in Augsburg gegen Bayern auf das Feld, das sich aber mit einem 3:1-Erfolg durchsetzte. Im Spieljahr 1939/40 wurde er mit neun Toren Torschützenkönig. Insgesamt erzielte er von 1933 bis 1942 in 21 Gau-Auswahl-Wettbewerbsspielen 26 Tore und führt damit die Rangliste an. Helmchen spielte über 100 Mal in der Stadt- und in der Sachsenauswahl.
Trotz seiner Trefferquoten in der Gauliga Sachsen, in den überzeugenden Endrunden 1935 und 1936 um die deutsche Meisterschaft – 16 Spiele insgesamt von 1932 bis 1936 mit 29 Toren – und seinen Erfolgen mit Sachsen im Reichsbundpokal, kam Helmchen nie in der deutschen Fußballnationalmannschaft zum Einsatz. Er wurde zu einigen DFB-Lehrgängen berufen und gehörte am 24. Mai 1931 bei der deutschen 0:6-Niederlage gegen Österreich dem Kader an. Im Jahr 1937 kamen zwei Einsätze in Testspielen hinzu: am 22. Mai in Stuttgart gegen Manchester City und vor dem Länderspiel am 24. Oktober in Berlin gegen Norwegen im Spiel gegen den Gau Brandenburg, wo er beim 3:2-Erfolg zwei Tore erzielte.
Helmchen wird als Deutschlands ewiger Rekordtorjäger geführt. Im Verlaufe seiner Karriere erzielte er allein in Ligaspielen auf erst- und zweitklassiger Ebene nachgewiesene 596 Tore, hinzu kamen unzählige in Freundschaftsspielen, DM-Endrunden- und Pokalspielen oder mit der Gau-Auswahl. Knieriem schreibt Helmchen etwa 900 Tore in Pflichtspielen zu (850 ermittelt).

## Tod und Gedenken
Erwin Helmchen wohnte bis zu seinem Tod am 8. Juni 1981 mit seiner Frau Erna in einem Siedlungsreihenhaus in Kiel-Elmschenhagen.
Sein Wunsch, „an der Gellertstraße“ ruhen zu wollen, wurde ihm symbolisch am 8. September 2001 erfüllt. An diesem Tag trafen Holstein Kiel und der Chemnitzer FC in der Regionalliga Nord zu ihrem ersten Punktspiel aufeinander. Der CFC-Fanclub „Clubsurfer“ rief daraufhin die Aktion „Rasen für Erwin“ aus, in der ein Stückchen Grasnarbe vom Chemnitzer Fußballrasen abgestochen und in Kiel mit einer kleinen Andacht auf Helmchens Grab niedergelegt wurde.